# 各務原第2工業団地
各務原第2工業団地（かかみがはらだい2こうぎょうだんち）は、岐阜県各務原市松本町2丁目にある工業団地。

## 概要
- 各務原市稲羽地区の松本町、下切町、前渡西町に跨る工業団地であり、木曽川の堤防と接する。総敷地面積は約96,000m2。分譲面積は6.6ha[1]。1987年（昭和62年）2月完成[1]。
- 各務原工業団地と区別をするため、松本町工業団地とも称する。

## 主な進出企業
- 大東乳業本社・各務原工場
- 菊水化学工業各務原工場
- 東亜道路工業岐阜出張所

## 交通

### 自動車
- 国道21号（那加バイパス）那加大東町交差点を南下、約3㎞。

### 公共交通機関
- 各務原市ふれあいバス川島線、稲羽線「松本町2丁目」バス停より徒歩約3分。